# Murgese

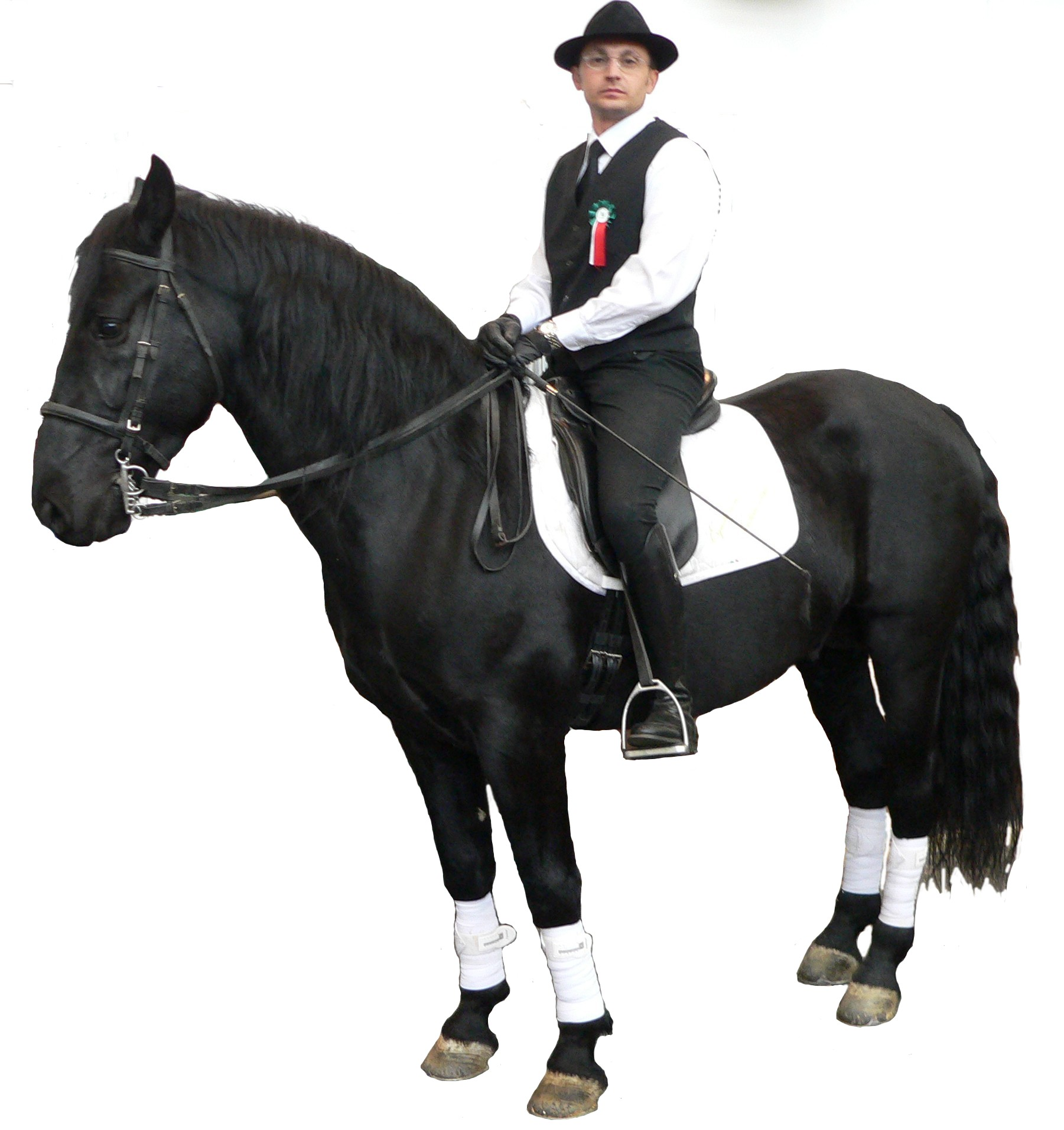
Kary koń rasy murgese pod siodłem

Murgese – rasa konia domowego pochodząca z południa Włoch.
Rasa powstała w XV wieku, jednak obecny wygląd koni odbiega od pierwowzoru. Dawniej były one raczej ciężkimi końmi kawaleryjskimi. Obecnie wykorzystywane są do zaprzęgów oraz jako konie do jazdy wierzchem.